# Liste der Flüsse in Marokko

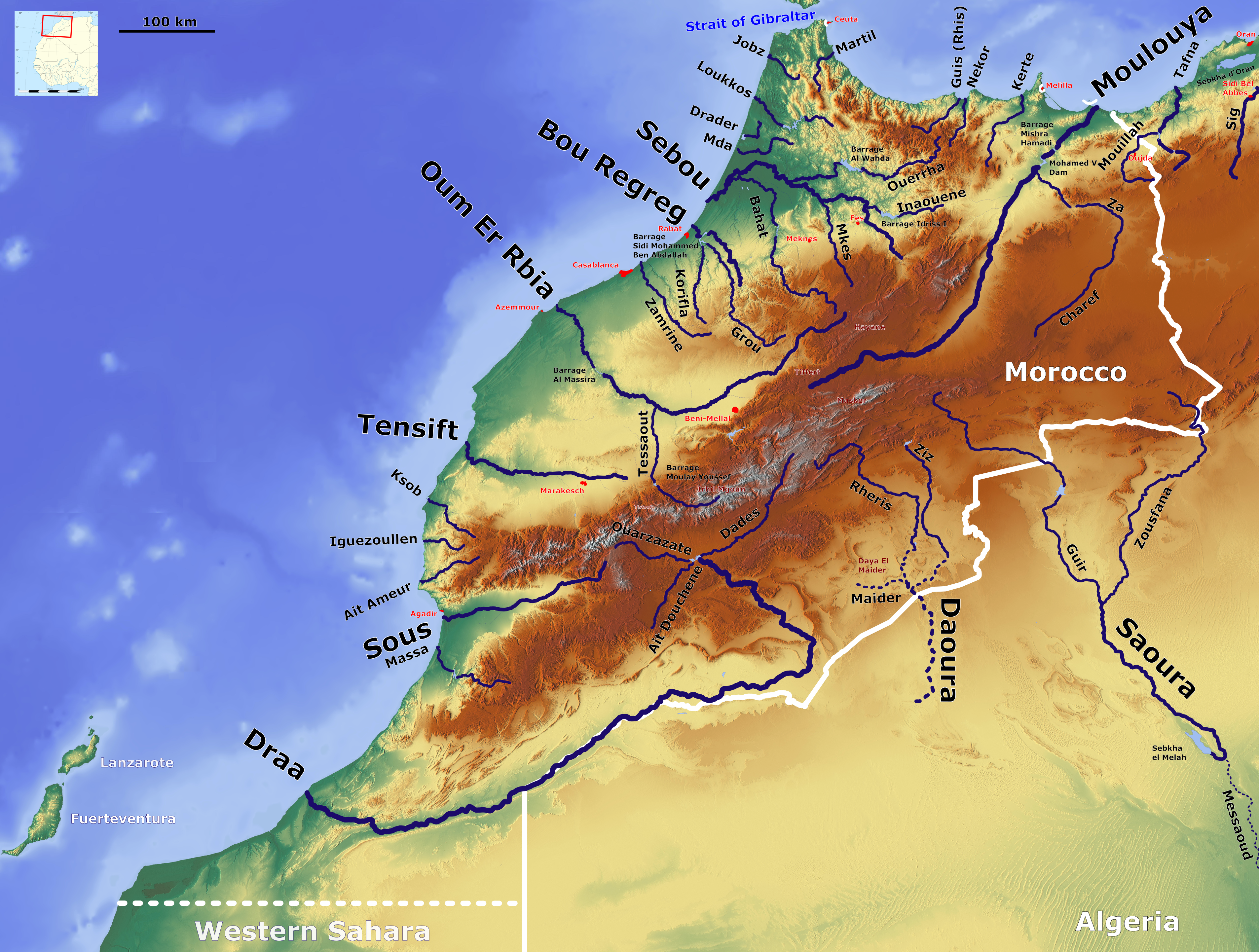
Die größten Flüsse in Marokko

Das ist eine Liste der Flüsse in Marokko. Der nordafrikanische Staat ist klimatisch mediterran beeinflusst im Nordwesten und saharisch-kontinental im Südosten und Süden. Die Niederschläge fallen zumeist in den Wintermonaten, während viele Flüsse im Sommer wenig bis gar kein Wasser führen. Entsprechend führen fast alle Flüsse den Zusatz Oued (Wadi) im Namen. Allerdings bilden der Hohe Atlas, der Antiatlas, der Mittlere Atlas und das Rif-Gebirge die Wasserschlösser das Landes, an deren Hängen die Feuchtigkeit als Steigungsniederschlag in Form von Regen oder Schnee fällt. Insbesondere durch den Schnee führen viele Flüsse auch noch bis ins Frühjahr auf Grund der Schneeschmelze Wasser. Trotz der Trockenheit im Sommer kann es bei Starkregen-Ereignissen zu verheerenden Überflutungen kommen, die teils das 100-fache an Abfluss im Vergleich zum langjährigen Mittel haben. Die wichtigsten Flüsse sind das Wadi Draa (längster Fluss), der Sebou (wasserreichster Fluss) und der Moulouya.
Im Folgenden sind die Flüsse des Landes in ihrer Mündungsreihenfolge aufgelistet.

## Atlantik

### Sebou

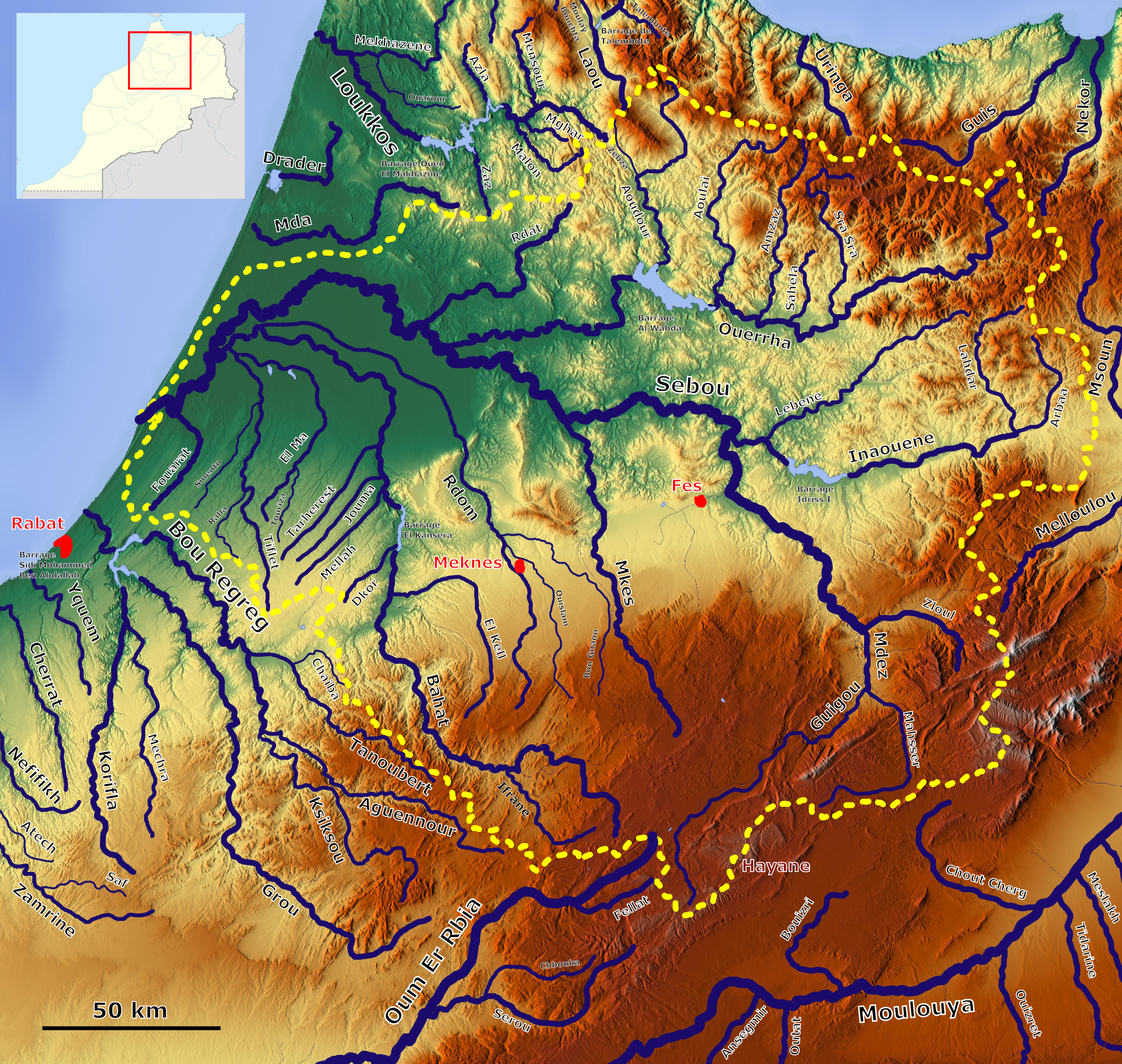
Das Einzugsgebiet des Sebou

- Mdez
  - Guigou (Fluss)
  - Mahsser
- Zloul (r)
- Inaouene (r)
  - Arbaa
  - Lahdar
  - Oued Lebene (r)
- Mkes (l)
- Ouerrha (r)
  - Sra Sra (r)
  - Sahela (r)
  - Amzaz (r)
  - Aoulai (r)
  - Aoudour (r)
    - Zebza (r)
- Bahat (l)
  - Ifrane (l)
  - El Kell (r)
  - Dkor (l)
  - Mellah (l)
  - Jouma (l)
  - Tarherest (l)
  - Rdom (r)
    - Ouislam (r)
    - Bou Gnaou (r)

  - Tiflet (l)
    - Raba (l)
    - Smento (l)

  - El Ma (r)
    - Touriza (r)
- Fouarat (l)

### Bou-Regreg

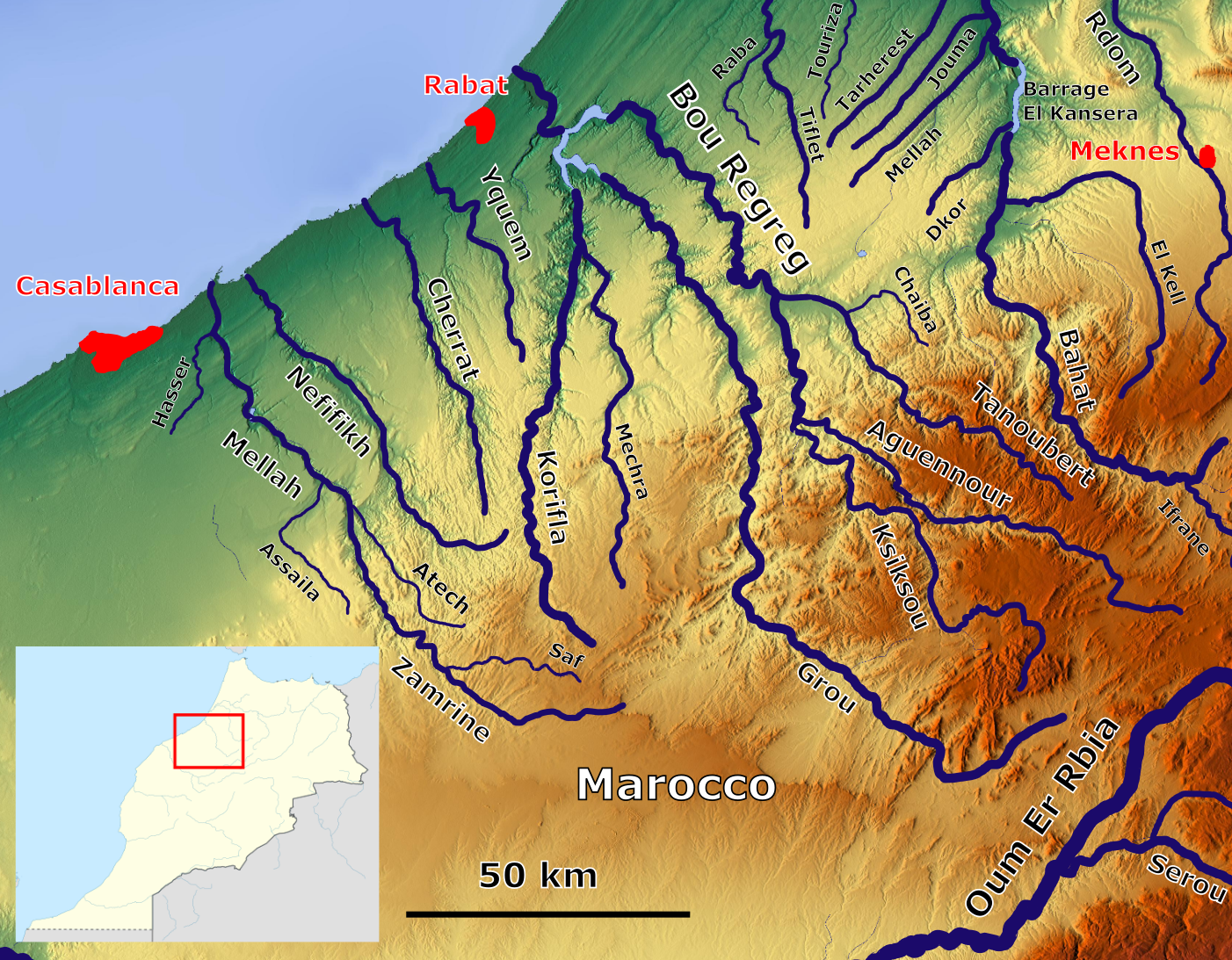
Die Flüsse, die zwischen Casablanca und Rabat münden

- Ksiksou
- Aguennour
- Tanoubert
  - Chaiba
- Oued Grou
- Oued Korifla
  - Mechra

### Oum er-Rbia

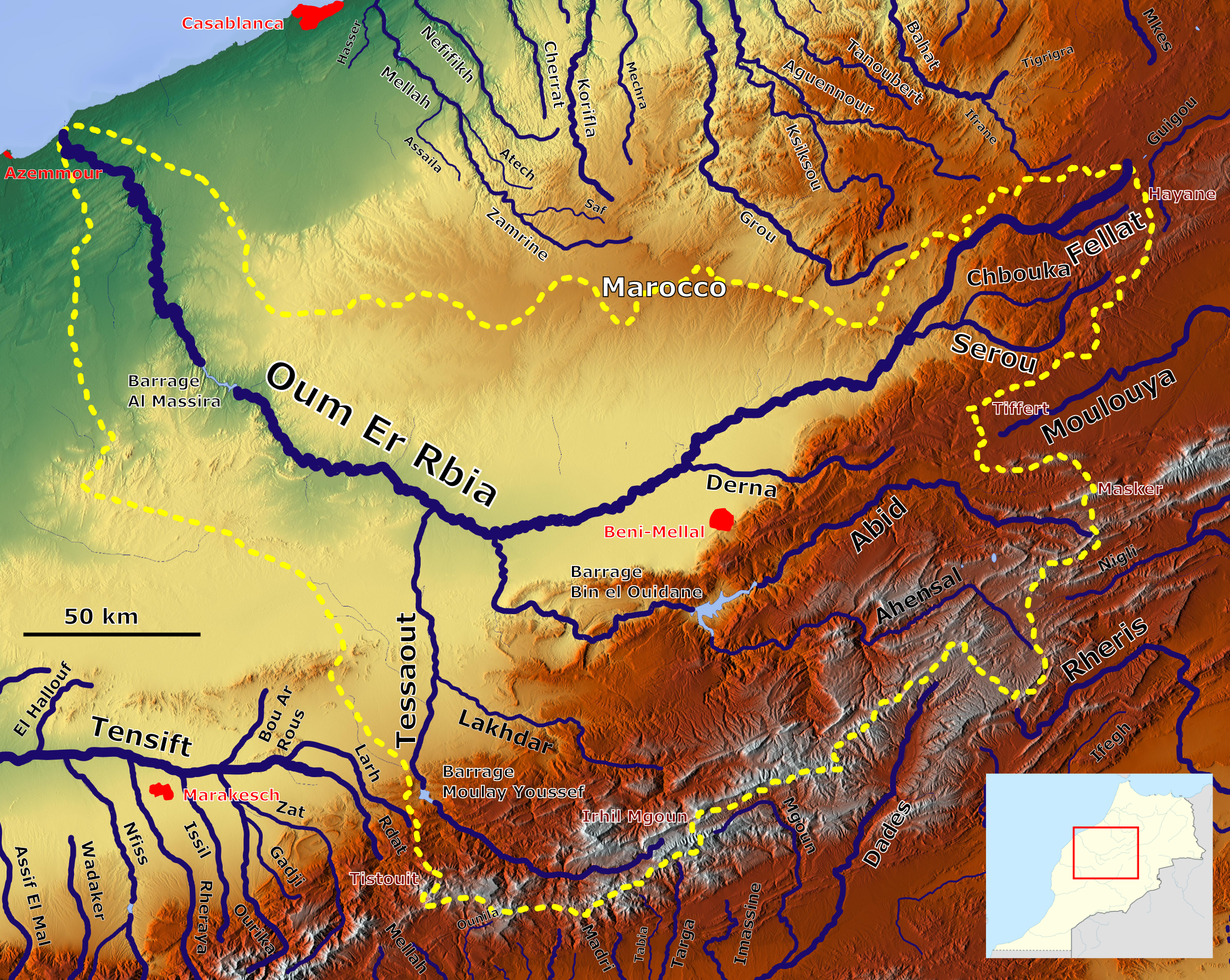
Das Einzugsgebiet des Oum er-Rbia

- Fellat (l)
- Serou (l)
  - Chbouka (r)
- Derna (l)
- Oued El Abid (l)
  - Oued Ahansal (l)
- Oued Tassaout (l)
  - Lakhdar (r)

### Tensift

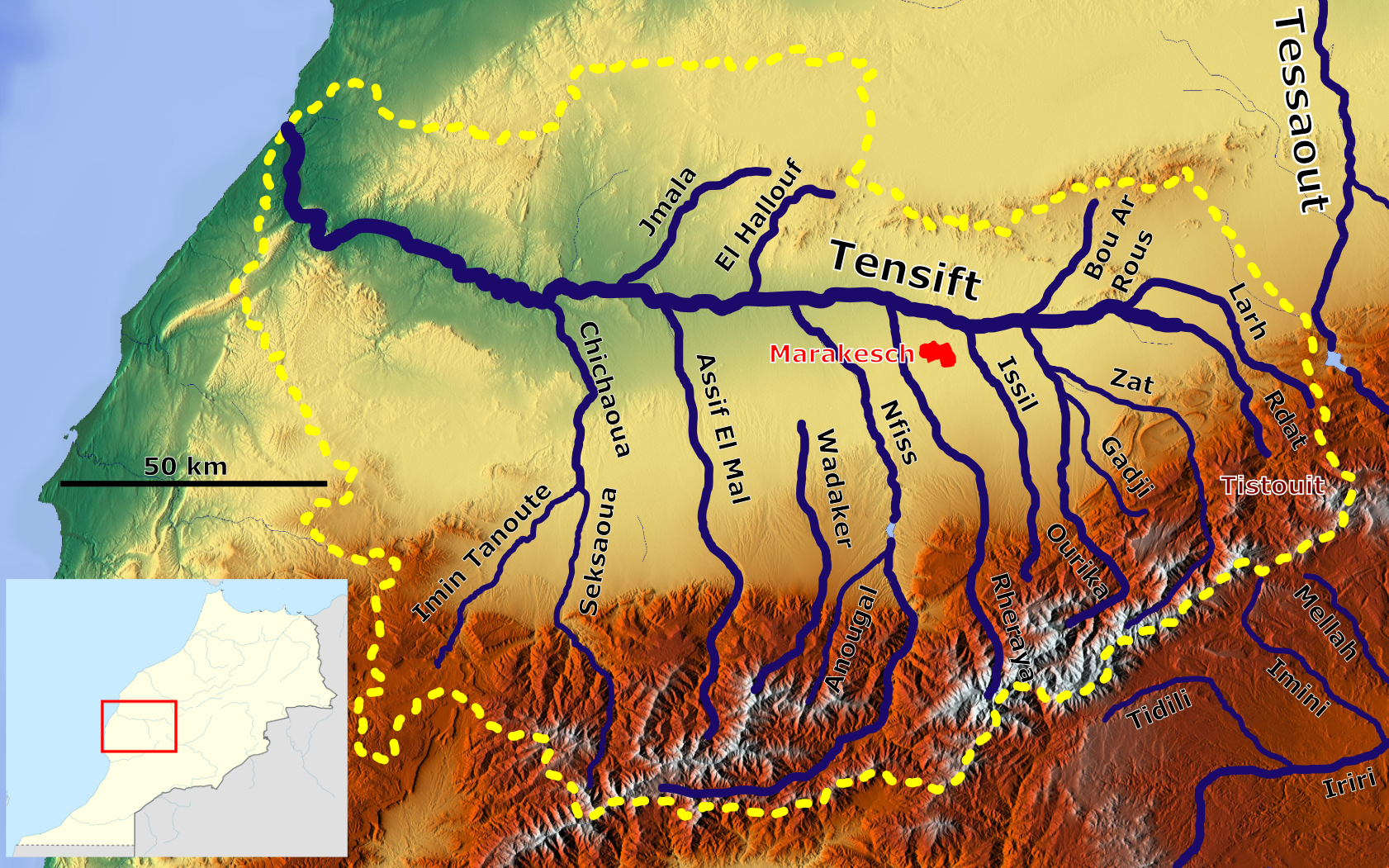
Das Einzugsgebiet des Tensift

- Larh (r)
- Rdat (l)
- Bou Ar Rous (r)
- Ourika (l)
  - Gadji (r)
  - Zat (r)
- Issil (l)
- Oued Rheraya (l)
- Nfiss (l)
  - Anougal (l)
- Wadaker (l)
- El Hallouf (r)
- Assif El Mal (l)
- Jmala (r)
- Chichaoua (l)
  - Seksaoua (r)
  - Imin Tanoute (l)

### Souss
Linke Nebenflüsse: Tifnout, Lmdad, Talkjount, Aelhaj, Bmhand, Issene
Rechte Nebenflüsse: Immerguen, Tangarfa, Arrhene, Aoerga

### Wadi Draa

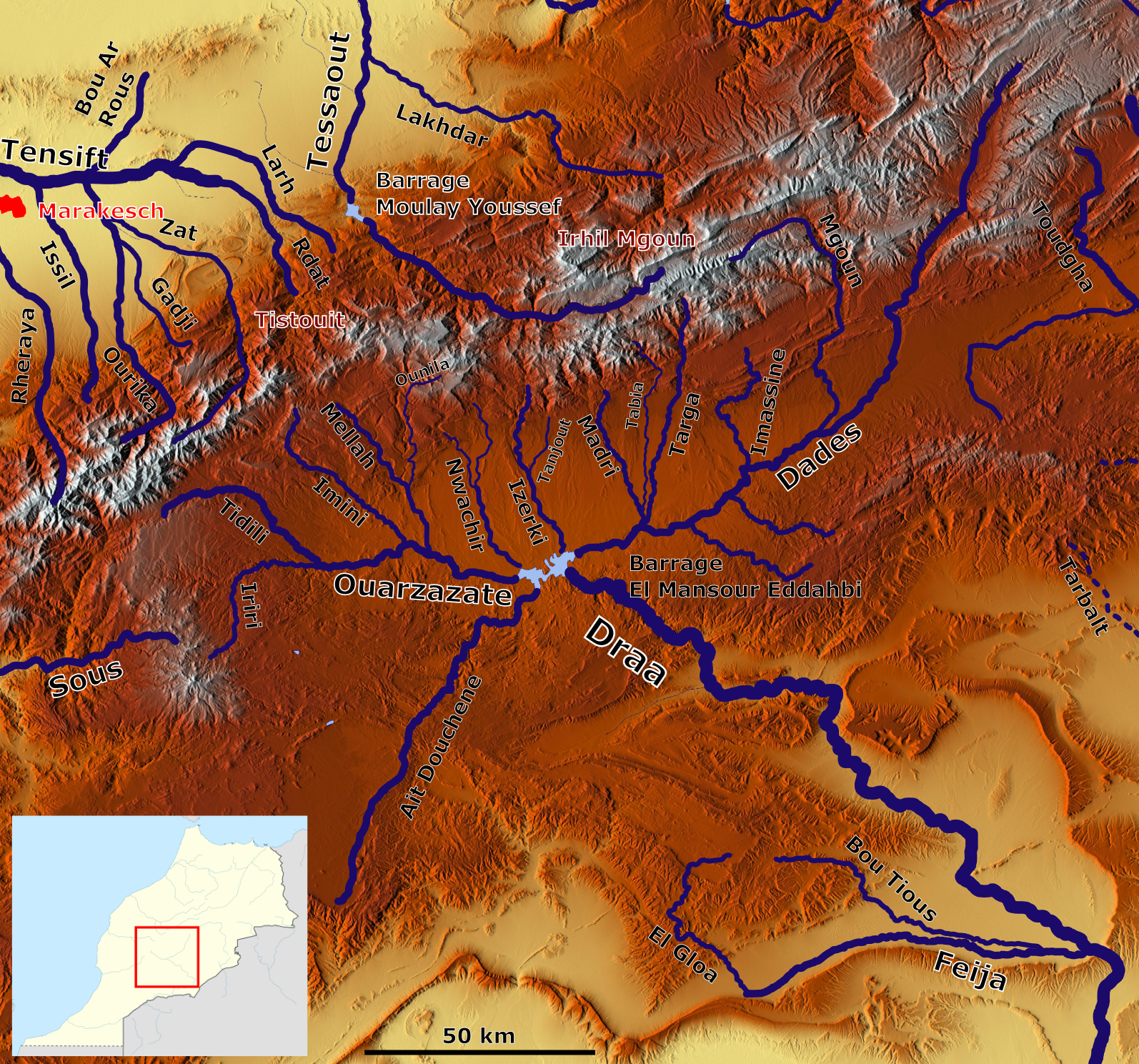
Das Quellgebiet des Draa

- Assif n’Tidili (Oued Ouarzazate) (r)
  - Assif Iriri (r)
  - Assif n’Imini (l)
  - Assif Mellah (l)
    - Oued Ounila (l)

  - Nwachir (l)
  - Ait Douchene (r)
    - Assersa (l)
- Dades (l)
  - Oued M’Goun (r)
    - Assif-n’Ait-Ahmed (r)

  - Imassine (r)
  - Targa (r)
  - Madri (r)
    - Tabia (l)

  - Izerki (r)
    - Tanjout (l)
- Oued Feija (r)
  - Bou Tious (l)
  - El Gloa (r)
- Zguid (r)
- Tata (r)
- Akka (r)
- Icht (r)

### Weitere

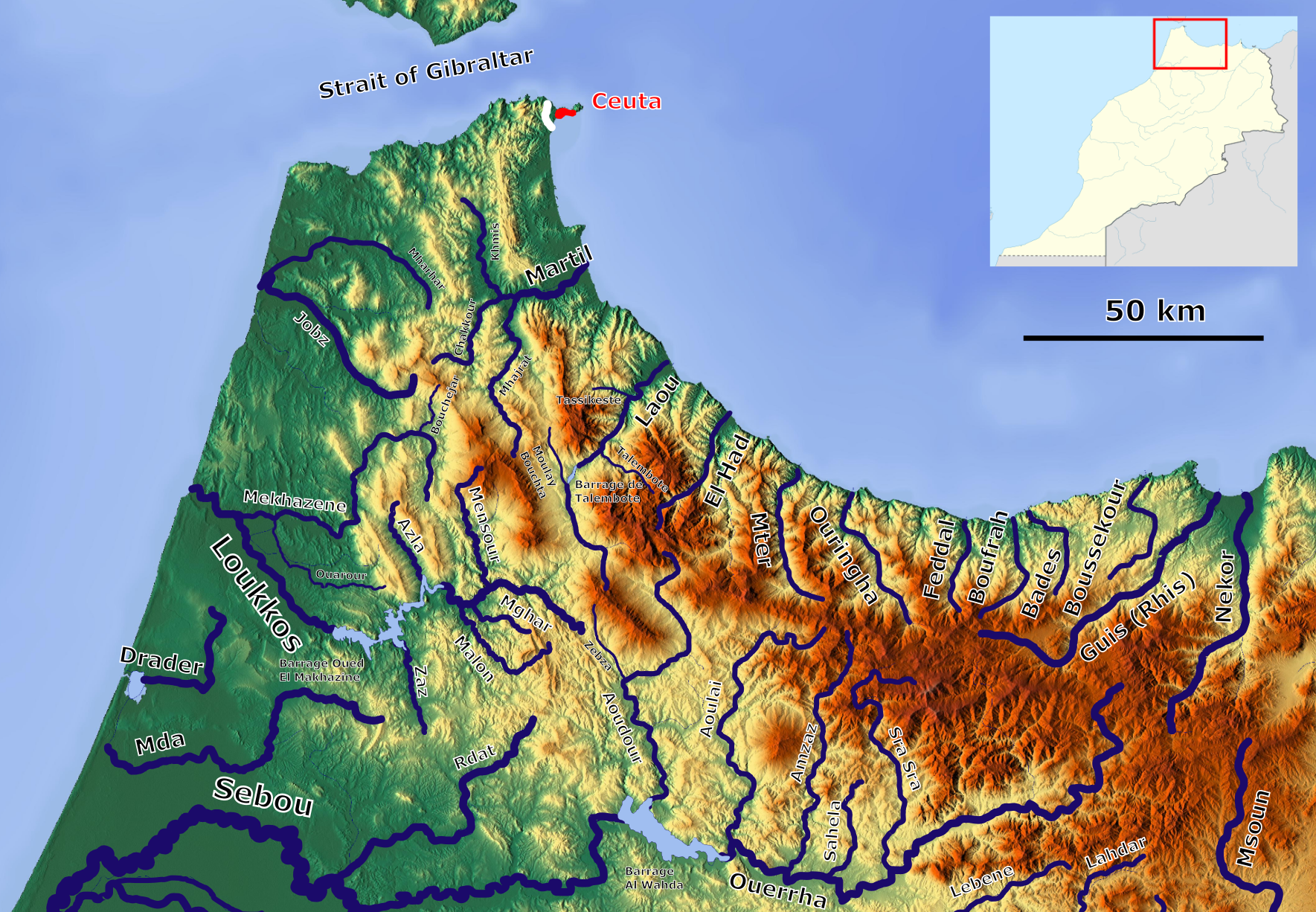
Die Flüsse im Nordwesten Marokkos

(von Nord nach Süd)
- Jobz
  - Mharhar (r)
- Oued Loukos
  - Mensour (r)
  - Mghar (l)
  - Malon (l)
  - Azla (r)
  - Zaz (l)
  - Mekhazene (r)
    - Bouchejar (r)
    - Ouarour (l)
- Drader
- Mda
- Yquem
- Cherrat
- Nefifikh
- Oued Mellah
  - Saf
  - Atech
  - Assaila
  - Hasser
- Oued Massa
- Oued Noun

## Mittelmeer

### Moulouya

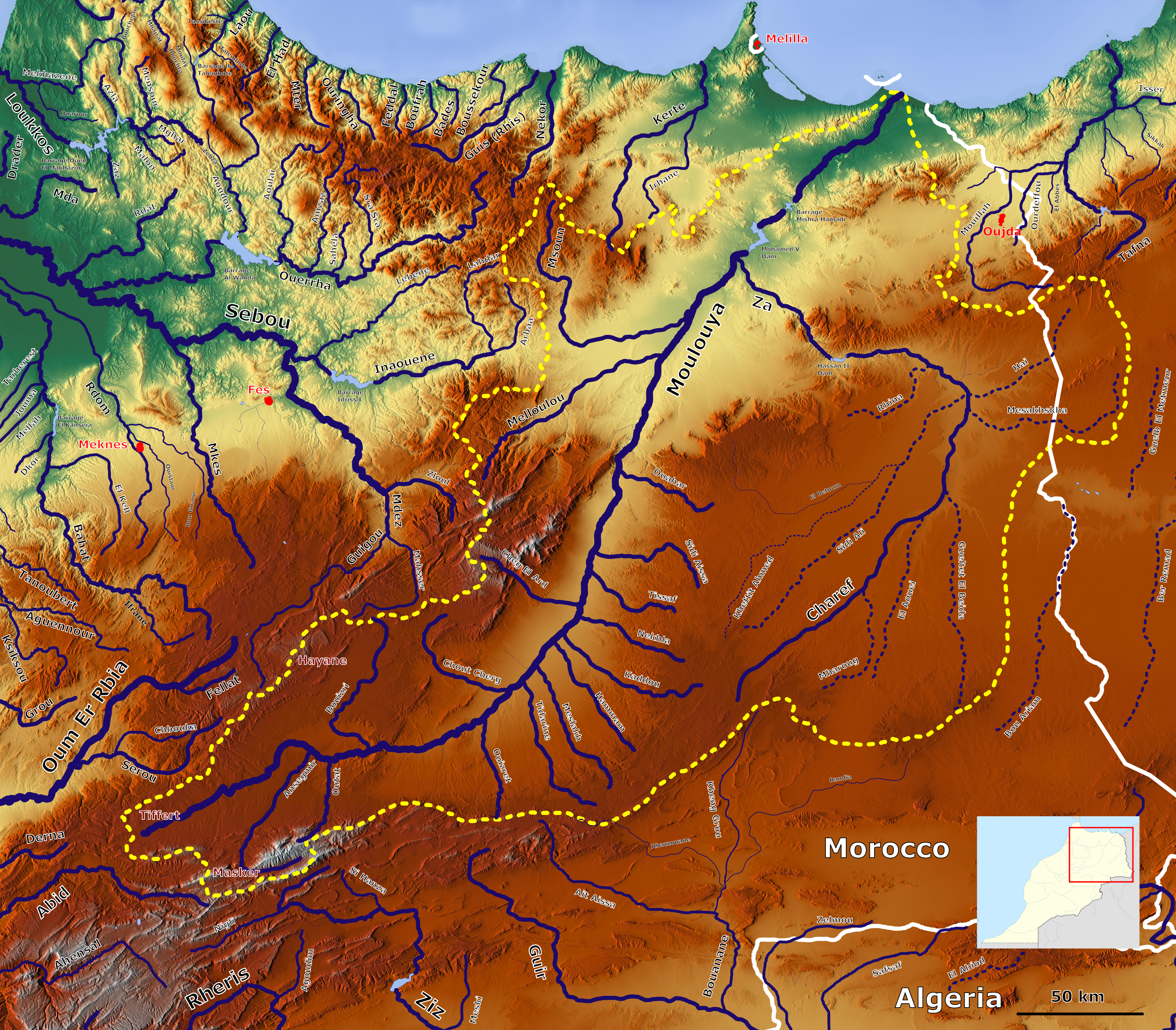
Das Einzugsgebiet des Moulouya

- Ansegmir  (r)
- Outat  (r)
- Bouizri (l)
- Ouizret  (r)
- Chout Cherg (l)
- Tidarine  (r)
- Meslakh  (r)
- Hammam  (r)
- Kaddou  (r)
- Nekhla  (r)
- Cheg El Ard (l)
- Tissaf  (r)
- Sidi Aissa  (r)
- Ouahar  (r)
- Oued Melloulou (l)
- Msoun (l)
- Oued Za (Oued Charef)  (r)

### Weitere
(von West nach Ost)
- Arroyo de las Bombas
- Martil
  - Chakkour
  - Khmis
  - Mhajrat
- Oued Laou
  - Moulay Bouchta (l)
  - Talembote (r)
  - Tassikeste (l)
- El Had
- Mter
- Oued Ouringa
- Feddal
- Boufrah
- Bades
- Boussekour
- Guis (Rhis)
- Oued Nekor
- Oued Kert
  - Irhane (r)
- Río de Oro
- Oued Kiss
- Oued Tafna (Algerien)
  - Oued Mouillah (l)
    - Lisdad (l)
    - El Aouedi (l)
    - Mehagene (r)

## Endorheische Flüsse

### Wadi Daoura

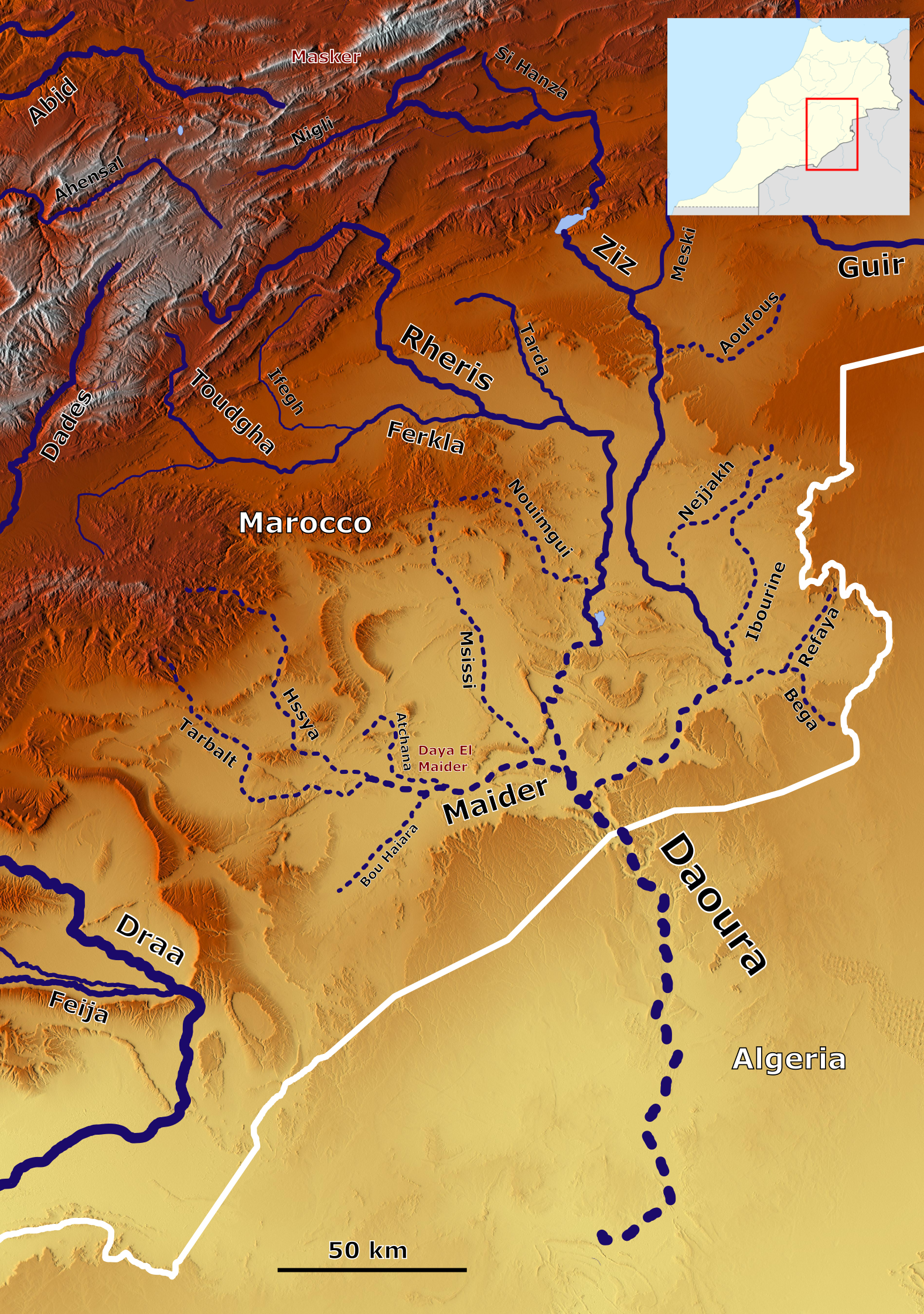
Das Flusssystem des Daoura

- Oued Rheris
  - Agoudim (l)
  - Todra (Toudgha, Ferkla) (r)
    - Imiter (r)
      - Ouaourguiouat (r)

    - Ichem (r)
    - Ifegh (l)

  - Nouimgui (r)
- Ziz
  - Si Hanza (l)
  - Meski (l)
  - Aoufous (l)
  - Nejjakh (l)
  - Ibourine (l)
  - Bega (l)
    - Refaya (r)
- Oued Maider
  - Tarbalt (r)
  - Hssya (l)
  - Bou Haiara (r)
  - Atchana (l)
  - Msissi (l)

### Oued Saoura(Algerien)

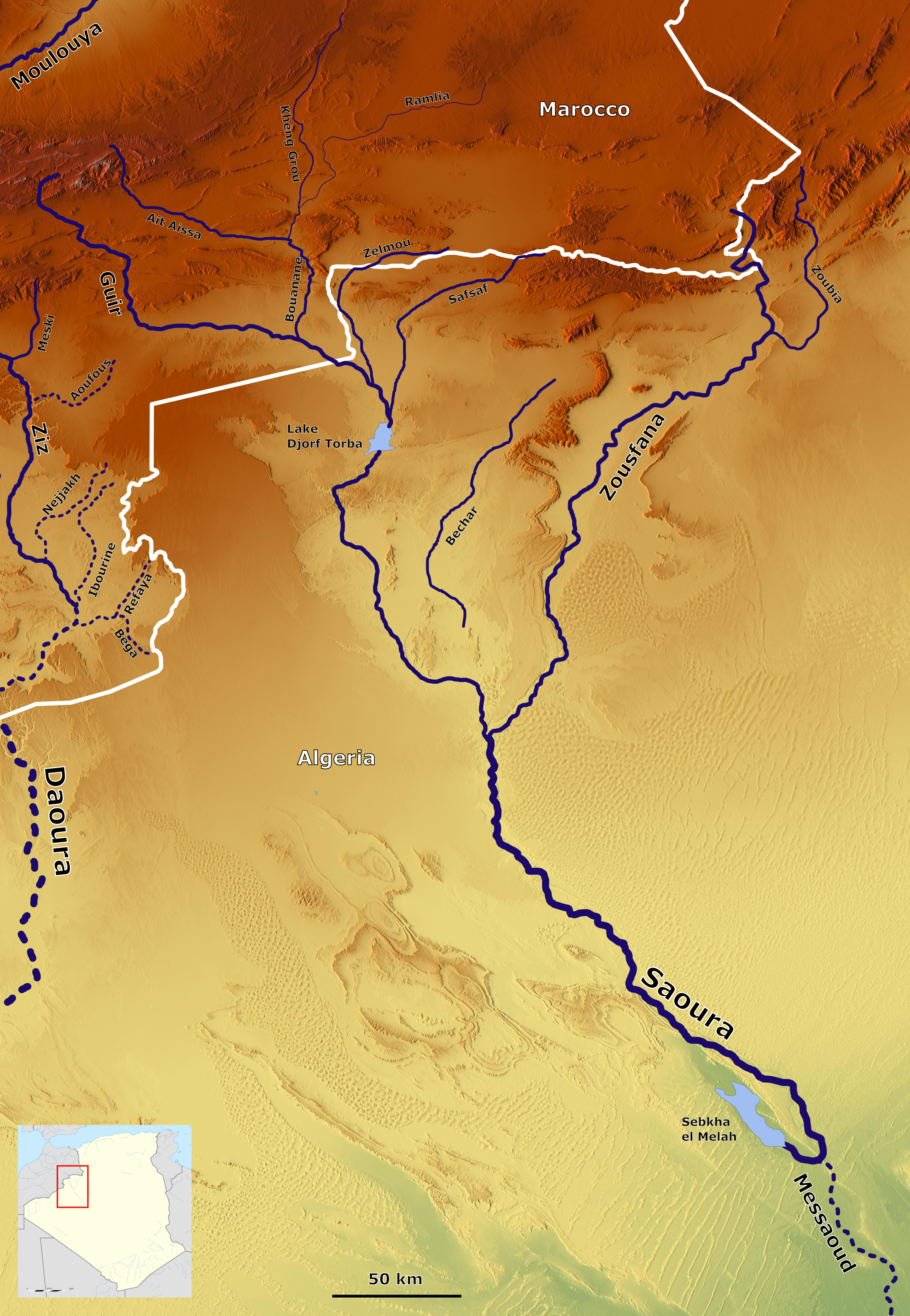
Das Flusssystem des Saoura

- Oued Guir (r)
  - Oued Bouanane (Ait Aissa) (l)
    - Oued Kheng Grou (l)
      - Ramlia (r)

  - Oued Zelmou
  - Oued Safsaf
- Oued Zousfana